# Модули Perl
Модуль Perl — отдельный программный компонент языка программирования Perl. Каждый модуль имеет уникальное имя, например, CGI, Template или Net::FTP, XML::Parser и соответствующее ему имя файла (например, модуль Net::FTP находится в файле Net/FTP.pm). Программистам, пишущим на Perl, доступно большое количество модулей на CPAN — крупнейшем хранилище модулей.
Perl допускает использование различных стилей программирования; существуют различные модули: как написанные в процедурном стиле, так и те, что являются объектно-ориентированными.
Распространённой практикой является включение в модули документации в формате POD (Plain Old Documentation), позволяющем структурировать информацию. POD, обладая определённой структурой, в то же время достаточно гибок: с его помощью можно писать статьи, веб-страницы и даже целые книги, такие как Programming Perl — это выгодно отличает его от javadoc, специально ориентированного на документирование классов Java. Традиционно, структура документации модулей схожа с Unix man page.